# Рејмех
Рејмех (лукс. Réimech фр. Remich) је град у Луксембургу.

## Географија
Ремих је општина са градским статусом у југоисточном Луксембургу, главни град Кантона Ремих и део је Округа Гревенмахер. Град се налази на левој обали реке Мозел која чини део границе између Луксембурга и Немачке.
Простире се на 5.29 км2. Према попису из 2001. године град Рејмех има 2.883 становника. Према процени 2009. има 3.116 становника.

## Демографија
Попис 15. фебруара 2001:
- Укупна популација: 2.883
  - Мушкарци: 1.378
  - Жене: 1.505

| Националност    | Популација | %      |
| --------------- | ---------- | ------ |
| - Луксембуржани | 1.841      | 63,86% |
| - Португалци    | 478        | 16,58% |
| - Французи      | 148        | 5,13%  |
| - Италијани     | 32         | 1,11%  |
| - Белгијанци    | 53         | 1,84%  |
| - Немци         | 103        | 3,57%  |
| - Југословени   | 76         | 2,64%  |
| - Остали        | 152        | 5,27%  |

## Галерија
- Рејмех
- Река Мозел
- Црква
- Град